# Migliori prestazioni europee nei 3000 metri siepi
La lista delle migliori prestazioni europee nei 3000 metri siepi, aggiornata periodicamente dalla World Athletics, raccoglie i migliori risultati di tutti i tempi degli atleti europei nella specialità dei 3000 metri siepi.

## Maschili

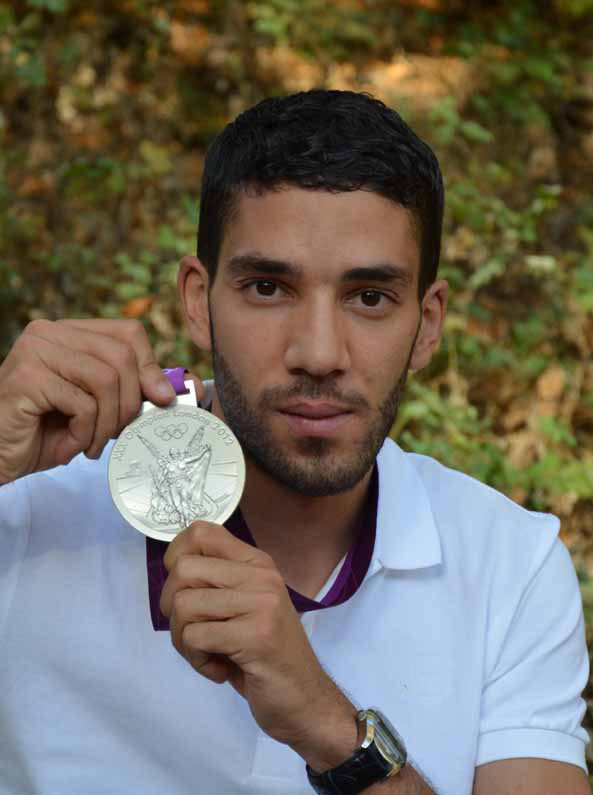
Mahiedine Mekhissi, detentore del record europeo dei 3000 m siepi

Statistiche aggiornate al 14 giugno 2022.
|     | Tempo   | Atleta             | Luogo          | Data              |
| --- | ------- | ------------------ | -------------- | ----------------- |
| 1.  | 8'00"09 | Mahiedine Mekhissi | Parigi         | 6 luglio 2013     |
| 2.  | 8'01"18 | Bouabdellah Tahri  | Berlino        | 18 agosto 2009    |
| 3.  | 8'04"95 | Simon Vroemen      | Bruxelles      | 26 agosto 2005    |
| 4.  | 8'05"23 | Djilali Bedrani    | Doha           | 4 ottobre 2019    |
| 5.  | 8'05"69 | Fernando Carro     | Monaco         | 12 luglio 2019    |
| 6.  | 8'05"75 | Mustafa Mohamed    | Heusden-Zolder | 28 luglio 2007    |
| 7.  | 8'07"44 | Luis Miguel Martín | Bruxelles      | 30 agosto 2002    |
| 8.  | 8'07"62 | Joseph Mahmoud     | Bruxelles      | 24 agosto 1984    |
| 9.  | 8'07"96 | Mark Rowland       | Seul           | 30 settembre 1988 |
| 10. | 8'08"02 | Anders Gärderud    | Montréal       | 28 luglio 1976    |

## Femminili

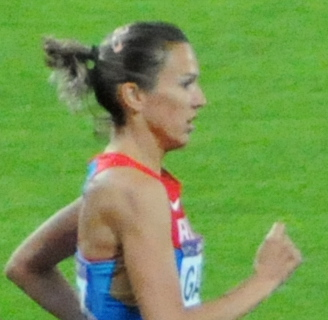
Gul'nara Samitova-Galkina, primatista europea della specialità

Statistiche aggiornate al 10 agosto 2022.
|     | Tempo   | Atleta                    | Luogo      | Data              |
| --- | ------- | ------------------------- | ---------- | ----------------- |
| 1.  | 8'58"81 | Gul'nara Samitova-Galkina | Pechino    | 17 agosto 2008    |
| 2.  | 9'03"30 | Gesa Felicitas Krause     | Doha       | 30 settembre 2019 |
| 3.  | 9'06"57 | Ekaterina Volkova         | Osaka      | 27 agosto 2007    |
| 4.  | 9'07"87 | Elizabeth Bird            | Monaco     | 10 agosto 2022    |
| 5.  | 9'08"39 | Julija Zaripova           | Berlino    | 17 agosto 2009    |
| 6.  | 9'09"19 | Tat'jana Petrova          | Osaka      | 27 agosto 2007    |
| 7.  | 9'09"29 | Olga Vovk                 | Čeboksary  | 3 agosto 2022     |
| 8.  | 9'09"39 | Marta Domínguez           | Barcellona | 25 luglio 2009    |
| 9.  | 9'10"04 | Luiza Gega                | Eugene     | 20 luglio 2022    |
| 10. | 9'11"39 | Ekaterina Ivonina         | Čeboksary  | 3 agosto 2022     |